# Sarah Desjardins
Sarah Desjardins (Vancouver, 15 juli 1994) is een Canadees actrice. Ze is vooral bekend van haar hoofdrol in de Netflix-serie The Night Agent en een bijrol in de horrorserie Yellowjackets. Daarnaast had ze een bijrol in de sf-horrorserie Van Helsing en in de CW-serie Riverdale.

## Carrière
Desjardins werd geboren op 15 juli 1994 in Vancouver, Canada. Ze heeft een jongere broer.
Op jonge leeftijd kwam zij er al achter dat ze graag actrice wou worden. Desjardins kreeg in 2011 haar eerste rol in de serie Magic Beyond Worlds over het leven van J.K. Rowling. Hierin speelde ze de jongere zus van Rowling. Daarna verkreeg ze bijrollen in Supernatural en de tv-film Unleashing Mr. Darcy.
In 2016 verkreeg ze een bijrol in Van Helsing, een serie over een vrouw die vampieren terug in mensen kan laten veranderen. Na een rol in de Netflix-serie Project MC2 verkreeg Desjardins haar eerste hoofdrol in de YouTube Premium-serie Impulse, een serie over een jongen die kan teleporteren. Desjardins' volgende rol was een bijrol in de CW-serie Riverdale. Hier speelde ze een van de schurken. In 2021 begon Desjardins te spelen in de SkyShowtime-serie Yellowjackets, een serie over een vrouwenvoetbalteam waarvan het vliegtuig neerstort en ze samen moeten zien te overleven in de wildernis. In 2023 verkreeg Desjardins een hoofdrol in de Netflix-serie The Night Agent, een serie naar de gelijknamige roman van Matthew Quirk. Desjardins speelde in deze serie de dochter van de vicepresident. De serie bleek een enorm kijkcijferkanon en kwam naar voren als de op twee na meest bekeken debuterende serie op Netflix. In juli 2023 werd bekend dat Desjardins een rol had bemachtigd in de film Tron: Ares, die in oktober 2025 in de bioscopen moet draaien.